# Maria Elena Boschi
Maria Elena Boschi (n. 24 ianuarie 1981, Montevarchi) este o avocată și politiciană italiană, membră a Camerei Deputaților din Italia în legislatura 2013. Face parte din Partito Democratico (Partidul Democrat).
Din 24 februarie 2014 este Ministrul pentru Reforme Constituționale în guvernul condus de Matteo Renzi.